# Гарольд Лассвел
Гарольд Дуайт Лассвелл (англ. Harold Dwight Lasswell; 13 лютого 1902 — 18 січня 1978) — американський політолог і теоретик комунікації. Автор лінійної моделі комунікації. Велику частину праць присвятив вивченню явища пропаганди. Професор права Єльського університету. Президент Американської асоціації політології (APSA) і Всесвітньої академії мистецтв і наук (WAAS).
Згідно з біографічним меморіалом, написаним Габріелем Алмондом у момент смерті Лассвелла і опублікованого Національною Академією наук в 1987 році, Лассвелл «входить до числа півдюжини творчих новаторів в області соціальних наук XX століття». У той час, Алмонд стверджував, «можна навіть сказати, що він був найоригінальнішим і найпродуктивнішим політологом свого часу.» Області досліджень, в яких працював Лассуелл, розглядають питання важливості особистості, соціальної структури і культури в поясненні політичних явищ.

## Біографія

### Раннє життя
Г. Д. Лассвелл народився у 1902 році у місті Доннеллсон (англ. Donnellson), штат Іллінойс. Його батько був  пресвітеріанським священиком, а його мати – вчителькою. Старший брат Лассвелла загинув ще у дитинстві. Усе своє раннє життя Лассвелл провів у постійних переїздах від одного маленького міста до іншого, оскільки того вимагала робота батька. 
Під час навчання у школі Лассвелл познайомився з роботами Карла Маркса, (англ. Karl Marx), Елліса Гевлока (англ. Ellis Havelock) та навчався «Правознавства» у Вільяма Кейсі (англ. William Cornell Casey), який потім став професором соціології у Бернардському Коледжі у Колумбійському Університеті. Його дядько, який працював лікарем, познайомив молодого Лассвелла з роботами Зигмунда Фрейда. Лассвелл навчався у школі на відмінно, був редактором шкільної газети та після виграшу у змагальницьких екзаменах з сучасної історії та англійської мови був нагороджений стипендією в  Чиказькому університеті 

### Навчання в університеті
Лассвелл вступив до Чиказького університету у 1918, у віці шістнадцяти років. Саме у той час університет перебував у науковому розквіті: на економічному факультеті (який був спеціальністю Ласвела)  в той час викладали Якоб Вайнер, Джон Кларк), Гаррі Мілліз) та Честер Райт. На факультеті політичних наук викладали Генрі Ядсон)  та  Чарльз Мерріам. 
Лассвелл належить до когорти випускників, до якої входили Роберт Редфілд, Луіс Вірт та Герберт Блумер. Роботи та науковий інтерес Чарльза Мерріама, який був науковим керівником Лассвелла, у важливості моралі, пропаганди та громадського тренування, у поясненні політичної поведінки, вплинули на тему докторської дисертації Лассвелла: «Propaganda Technique in the World War», яку він захистив у 1927 році.  Ця робота яка стосувалась контент-аналізу пропагандиських повідомлень  в часи Першої Світової війни (1914-1918 рр.) була спробою помістити досвід пропаганди у контекст політичної теорії.

### Викладацька діяльність
У період Другої Світової війни (1940-1945 рр.) Лассвелл служив в якості керівника Експериментального відділу по вивченню комунікацій воєнного часу, який знаходився у Бібліотеці Конгресу у Вашингтоні. 
Після війни 1946 році був назначений професором Школи права у Єльському університеті, де працював до 1972 року.
У 1952 – у тому ж Єлському університеті отримав звання професора  політичних наук.
У 1970 році Лассвелл отримав звання заслуженого професора та до 1972 року працював у цій якості у Міському університеті Нью-Йорка. 
У 1972 році отримав звання заслуженого професора Темпльского університету (Школи права) та статус професора міжнародних відносин у Колумбійському університеті у Нью-Йорці, де працював до 1976 року.
У 1976 році був обраний Президентом Центра політичних наук у Нью-Йорці.
Гарольд Лассвелл помер 18 грудня 1978 році у Нью-Йорці.

## Ключові ідеї
Лассвелл здійснив вклад у теорію комунікації запропонувавши лінійну модель комунікації. Велике місце у його наукових доробках займало вивчення політичної влади, пропаганди та впливів на громадську думку. Лассвелл присвятив низку праць вивченню політичної еліти в різних режимах політичної влади, аналізуючи, хто саме приймає політичні рішення. Ще у 30-их роках він запропонував термін «гарнізонна держава», тобто репресивний режим. Альтернативу такому режиму він вбачав у змішаних формах державної влади, де політична еліта була б діловою партією. 

### Комунікація

#### Лінійна модель комунікації
Лассвелл у своїй роботі «Структура та функції комунікації у суспільстві» зазначає що найдоречнішим шляхом описати процес комунікації є відповідь на наступні питання: Хто говорить Що по Якому каналу Кому та З яким ефектом? 
| Питання         | Елемент     | Аналіз                      |
| --------------- | ----------- | --------------------------- |
| Хто?            | Комунікатор | Аналіз контролю і власності |
| Що?             | Месседж     | Контент-аналіз              |
| Яким каналом?   | Медіа       | Медіа-аналіз                |
| Кому?           | Аудиторія   | Аналіз аудиторій            |
| З яким ефектом? | Ефект       | Аналіз ефективності         |

Відповідно до елементу, стосовно якого проводиться дослідження, вчені з галузі соціології масових комунікацій концентруються на тому чи іншому питанні:
- дослідники, що вивчають комунікатора – того, «хто говорить», - дивляться на фактори, що ініціюють та керують процесом комунікації.
- спеціалісти, які концентруються на тому, «що говорить» займаються контент-аналізом повідомлень.
- ті, хто перш за все досліджують канали комунікацій залучені до медіа-аналізу.
- коли головним питанням дослідження є кому це повідомлення передається йдеться про аналіз аудиторій.
- коли питання стосується впливу повідомлення на аудиторію слухачів/глядачів/читачів, тоді дослідники аналізують ефективність.

Проте Лассвелл зазначає, що поділ процесу комунікації на окремі частини не завжди є доречним. Іноді зручніше досліджувати аудиторію разом із ефектом, який на неї чинить те, або інше повідомлення. В той час як, саме повідомлення часом краще досліджувати окремо.

#### Основні функції комунікації
Лассвелл виділяє три основні функції комунікації:
1. Спостереження навколишнього середовища, розкриття загроз та можливостей, що впливають на ціннісну позицію спільноти та її складові частини;
2. Взаємодія між частинами суспільства у відповідь на навколишнє середовище;
3. Передача соціального спадку/традицій від одного покоління до наступного.

У кожній державі, за словами Лассвелла, відповідно до вище зазначених функцій комунікації, є 3 типи спеціалістів, які передають інформацію (виступають комунікаторами): 
1. ті, хто досліджує та спеціалізується на політичному середовище держави в цілому (дипломати, аташе та іноземні кореспонденти);
2. ті, хто узагальнює і артикулює відповідь мешканців країни на дії середовища (редактори, журналісти та спікери);
3. ті, хто передає певні патерни відповіді від старших членів суспільства молодшим(вчителі вдома та у школі).

Однією з основних функцій комунікації, на думку Лассвелла, також є надання інформацію про діяльність і можливості потенційно ворожої та потенційно небезпечної еліти. Під час кризової ситуації один правлячий елемент особливо уважно ставиться до іншого, і покладається на комунікацію як засіб збереження влади. При цьому задача уряду, на думку Лассвелла, - протидіяти витоку правдивої інформації про свої сили та можливості, таким чином протидіючи можливому вивченню зі сторони потенційного ворога.  

#### Алгоритм передачіінформації
У роботі «Структура та функції комунікації у суспільстві» Лассвелл порівнює людський процес комунікації з фізичним процесами у організмі. Та проводить алегорію між алгоритмом передачі інформації у суспільстві та діяльністю нервової системи в організмі людини та процесом передачі імпульсів. 
Лассвелл виділяє декілька алгоритмів передачі інформації:
За напрямком передачі:
- Від великої кількості людей до малої (many-to-few). Наприклад, дипломати однієї держави, які знаходяться по всьому світу і надсилають свої повідомлення на декілька локальних центрів.;
- Від малої кількості людей до великої (few-to-many). Наприклад, після обробки отриманої інформації секретар із закордонних справ поширює дані на більшу аудиторію – дає промову.

За характеристикою зв’язку між комунікатором та аудиторією:
- Двостороння схема зв’язку, коли функції відправлення та отримання повідомлення виконуються з однаковою частотою. (Наприклад, розмова між двома чи більше людьми, які знаходяться в одному приміщенні);
- Одностороння схема зв’язку, коли для отримання зворотнього повідомлення потрібно більше часу або використання спеціальних методів (дослідження громадської думки).

В рамках алгоритму передачі інформації, Лассвелл розрізняє 3 типи трансляторів повідомлень:
1. центри контролю над повідомленнями (маніпулятори, які викривлюють зміст повідомлення);
2. центри обробки повідомлень (ті, хто доносять повідомлення до широкого загалу без внесення змін);
3. соціальні утворення.

Фактори, що обмежують ефективність комунікації
До факторів, що обмежують передачу та сприйняття інформації під час комунікації Лассвелл відносить:
- Технічні недоліки;
- Цензура;
- Суцільна неосвіченість/ невігластво;
- Низький рівень навички «доречного спілкування»;
- Структура особистості;
- Ставлення до цінностей влади, багатства та поваги.

Технічні недоліки, в свою чергу пов’язані як з несправністю джерел отримання інформації (зламане радіо, телевізор, погано видрукувана газета), так і з фізичними обмеженнями реципієнта – поганий зір або слух. Проте  Лассвелл зазначає, що такого роду недоліки можна легко подолати за допомогою наявного знання, адже вже існують методики покращення зору, слуху та навіть виправлення «неадекватних звичок читання». 
Цензура, на думку Лассвелла, є навмисною перешкодою у процесі комунікації і має бути усунена. 
Суцільна неосвіченість розуміється Лассвеллом у цьому випадку як відсутність знання на певному етапі процесу спілкування, яке є доступним усьому суспільству. Це спричиняє перекручування або ігнорування фактів. Лассвелл вважає, що цей фактор несправедливо недооцінюють, хоча він має дуже великий вплив на ефективність процесу комунікації. 
Низький рівень навичок спілкування (relevant communication) – надання недоречної інформації, яка може бути позитивно спотвореною, щоб додати престижу команді, є, на думку Лассвелла, ще одним недооціненим фактором, що негативно впливає на якість комунікації. В цьому випадку Лассвелл наводить приклад репортера, який повідомляє певний сенсаційний поворот (щоб зацікавити публіку) та робить свій внесок до популярного представлення міжнародної політики як постійний напружений конфлікт.  
Структура особистості, або особливості характеру та поведінки людини, яка є провідником інформації, комунікатором, великою мірою впливають на рівень ефективності комунікації. Наприклад, оптимістична людина може шукати та висвічувати події з викривленої та занадто позитивної сторони. В той час як песиміст шукатиме факти, які підтверджують його понурість та негативне ставлення до відповідної події. 
Наскільки цінними для комунікатора є  влада, багатство та повага також великою мірою впливає на ефективність комунікаційного процесу. Зокрема,  спотворення інформації владою відбувається тоді, коли зміст комунікації підлаштовується під пануючу ідеологію (чи контрідеалогію).  Викривлення та подача неправдивої інформації, що стосується багатства може виникнути, за Лассвеллом, як мінімум, у двох випадках: (1) як спроба вплинути на ринок; (2) економічний інтерес комунікатора (який може отримати грошову винагороду за висвітлювання певної інформації, якщо вона змінюватиме представлення). Типовий приклад неефективності у комунікації, який пов'язаний із тим наскільки комунікатор цінує повагу до себе свого соціального класу виникає, коли людина верхнього класу спілкується переважно з особами свого власного прошарку, де переважна більшість поділяє спільну думку і забуває виправити свою точку зору, опинившись під впливом членів інших класів.

#### Дослідження комунікації
При дослідженні комунікації Лассвелл вважає доречним досліджувати того, хто виконує функцію ретрансляції. Зокрема, так званого вторинного передавача інформації можна перевірити щодо відповідності інформації, яка йому надходить з першоджерела до інформації, яка отримується від нього на виході. 
У разі дослідження достовірності отриманої інформації від ретранслятора, Лассвелл пропонує зосередити увагу на наступних питаннях:
- Які твердження доведено до відома передавача інформації?
- Що він передає дослівно?
- Що він не згадує?
- Що він переробляє?
- Що він додає?
- Як відмінності у вхідному та вихідному повідомленні співвідносяться (корелюють) з культурою та особистістю?

Важливим у дослідженні комунікації, за Лассвеллом, є також вивчення  фокусу уваги первинного спостерігача. У такому разі Лассвелл зауважує, що варто  звернути увагу на два набори впливів: 1) твердження, які можуть певним чином вплинути на незаангажованість спостерігача; 2) інші особливості його оточення, які можуть впливати на позиційність спостерігача. 
Корисним при досліджені комунікації є  врахування рамки уваги (attention frames) ретранслятора – на що звертає увагу переоповідач інформації та що входить у межі його уваги (яка інформація є доступною саме йому).

#### Громадськість/аудиторія
На думку Лассвелла, ніхто не є членом світової публіки, навіть якщо хтось належить до світової сукупності уваги (attention aggregate) – слідкує за новинами та подіями у світі. Щоб належати до такого роду сукупності уваги важливо мати спільні символічні образи. Індивід переходить від агрегованої уваги до публіки, коли інформація безпосередньо стосується його бажань та очікувань, або коли індивід починає очікувати, що певним чином може вплинути на державну політику.
Найавторитетніші сили, за Лассвеллом, як правило, входять до однієї зони уваги – за ними слідкують в одній площині (як це було з США та СРСР під час залізної завіси). За словами Лассвела, це відбувається через те, що правлячі еліти зосереджують свою увагу один на одному як на джерелах великої потенційної загрози. 
Інформація, яка висвітлюється правлячими класами, за Лассвеллом, великою мірою залежить від політик, яких вони дотримуються. Зокрема, коли правлячі класи бояться мас, правителі не «діляться правдивою картиною реальності» з громадськістю. Лассвелл стверджує, якщо «правда» не висвітлюється та замовчується або заміщується брехнею та ілюзіями, це означає, що правлячі елементи очікують внутрішнього конфлікту, а не гармонійного пристосування до зовнішнього середовища держави.

#### Принцип еквівалентної (рівнозначної) поінформованості
У своїй роботі «Структура та функції комунікації у суспільстві» Лассвелл зазначає, що завжди існуватиме різниця у ступені ознайомлення з певною політикою чи проблематикою у фахівця зі стажем та пересічного громадянина. Більше того, Лассвелл стверджує, що знання спеціаліста у певній області будуть більш структурованими та досконалими. Проте Лассвелл вважає, що основною метою демократичного суспільства є забезпечення рівнозначної поінформованості як експерта, лідера думки, так і пересічного громадянина – вони можуть і повинні отримувати однакову інформацію, на основі якої будуть здатні складати  та давати загальну оцінку основних демографічних тенденцій у світі або мати змогу дискутувати щодо власних поглядів на імовірність війни.

### Пропаганда
У своїй роботі «Теорія політичної пропаганди» Лассвелл визначає пропаганду як "управління колективними ставленнями шляхом маніпулювання значимими/значущими символами". Ставлення у цьому контексті Лассвелл пояснює як тенденцію діяти згідно певних моделей оцінки. Значущі символи – це об'єкти, які мають типовий сенс у групі.
Пропаганда, за словами Лассвелла, є одним з трьох основних знарядь проти агресивного ворога:
1. Військовий тиск (примусові сили наземних, водних та повітряних сил)
2. Економічний тиск (перешкода у доступі до матеріалів, продуктів, ринків, робочої сили)
3. Пропаганда (пряме використання пропозиції)

До найпотужніших функцій пропаганди Лассвелл відносить: (1) забезпечення анонімності спільноти ворога, проти якого воює держава; (2) підтримання дружніх відносин з нейтральними сторонами і з союзниками; (3) спрямування нейтральних сторін проти ворога; (4) та пробивання ворожого опору.
За словами Лассвела, усі держави задіють механізми пропаганди навіть у мирний час.

#### Стратегія пропаганди
Стратегія пропаганди, за Лассвеллом, передбачає представлення об'єкта в культурі таким чином, щоб до нього були організовані певні культурні установки. Задача людини, яка займається пропагандою полягає в тому, щоб (1) активізувати позиції, сприятливі для його мети, (2) змінити/створити вороже ставлення до об’єкта та (3) залучити байдужих/нейтральних людей (які до цього не мали конкретного ставлення), або не допустити їх «перехід на бік ворога». .

#### Класифікація пропаганди
Лассвелл, у своїй роботі «Теорія політичної пропаганди» класифікує типи пропаганд відповідно до діяльності організації, яка цю пропаганду проводить, на наступні:
- За наявною метою організації: деякі з них виконуються організаціями, які мають конкретну обмежену мету; інші проводяться організаціями,  які мають досить загальну та розсіяну мету (до яких Лассвелл відносить більшість громадських об'єднань);
- За засобами соціального контролю: пропаганда може бути єдиним засобом організації, або допоміжним засобом серед кількох засобів соціального контролю;
- За членами організації: є пропагандистські рухи, які очолюють ті, хто сподівається отримати від них прямі, істотні вигоди; до інших пропагандистських організацій належать люди, які задовольняється віддаленою, нематеріальною вигодою.
- За лідерами організації: деякими організаціями керують люди, які сприймають це своєю «роботою усього свого життя»; а іншими керують любителі.
- За цільовою аудиторією організації: одні пропаганди є внутрішньо груповими (в тому сенсі, що вони існують для консолідації існуючого ставлення), інші є зовнішньо груповими та займаються наверненням нових членів.

За тривалістю існування пропагандистських рухів Лассвелл виділяє тимчасові та постійні (довготривалі). За відкритістю пропагандистських угрупувань Лассвелл виокремлює групи, що існують та займаються діяльністю таємно та групи, які активно залучені до реклами  та відкритої діяльності. 
Лассвелл розділяє також пропаганди відповідно до об'єкта, стосовно якого планується змінити або кристалізувати ставлення: (1) пропаганди стосовно модифікації або створення ставлення до людини; (2) зміни ставлення до групи; (3) ставлення до політики чи інституції (наприклад, вільна торгівля чи парламентська влада); і (4) ставлення до способу особистої участі (наприклад, купівля зброї або приєднання до морських піхотинців).

## Перелік основних робіт Гарольда Лассвелла
За все своє життя Лассвелл написав, відредагував та був співавтором близько 60 книг. В його здобутку знаходяться більше ніж 300 наукових статей у широкому спектрі тематичних журналів: соціологічних, психіатричних і психологічних, правових, журналістських, політично-наукових та тих, що стосуються громадської думки. До списку його публікацій входять декілька сотень відгуків та коментарів до праць інших наукових діячів. 
До ґрунтовних праць Лассвелла належать також відомі дослідження «Психопатологія і політика» (опубліковане у 1930), «Пропаганда, комунікації і публічний порядок» (вперше опублікована у 1932), «Політологічні науки: сучасний розвиток можливостей і методу» (1951), «Майбутнє політології» (1963).
Список наукових праць Гарольда Лассвелла:
- Decision Process Seven Categories Of Functional Analysis (1956)
- Emergence Of Public Opinion In The West (1980)
- Environment And Society In Transition World (1975)
- Formosa China And The United Nations Formosa (1967)
- Future Of Political Science (1963)
- Harold D Lasswell On Political Sociology (1977)
- Human Rights And World Public Order The Basic Policies Of An International Law Of Human Dignity (1980)
- Language Of Politics Studies In Quantitative Semantics (1965)
- Methods In Social Science A Case Book (1931)
- National Security And Individual Freedom (950)
- Patterns Of Policy: Comparative And Longitudinal Studies Of Population Events (1978)
- Pluralizing World In Formation (980)
- Policy Orientation Of Political Science (1971)
- Policy Sciences Recent Developments In Scope and Method (1951)
- Political Communication The Public Language (1969)
- Political Writings Of Harold D Lasswell (1951)
- Politics Personality And Social Science In The Twentieth Century (1969)
- Politics Who Gets What When How (1936)
- Power And Personality (1948)
- Power And Society A Framework For Political Inquiry ( 1950)
- Power Corruption And Rectitude (1963)
- Pre View Of Policy Sciences (1971)
- Propaganda And Communication In World History (1979)
- Propaganda And Dictatorship A Collection Of Papers (1936)
- Propaganda Communication And Public Opinion (1946)
- Propaganda Technique In World War I (1971)
- Propoganda And Promotional Activities An Annotated Bibliography (1935)
- Psychopathology And Politics (1930)
- Search For World Order Studies By Students And colleagues of Quincy Wright (1971)
- Signature Of Power Buildings Communication And Policy (1979)
- Symbolic Instrument In Early Times (1979)
- Values And Development Appraising Asian Experience (1976)
- World Politics And Personal Insecurity (1935)
- World Politics Faces Economics With Special Reference To The Future Relations Of The United States And Russia (1945)
- World Priorities (1977)
- World Revolutionary Elites Studies In Coercive Ideological Movements (1965)